# バナール族

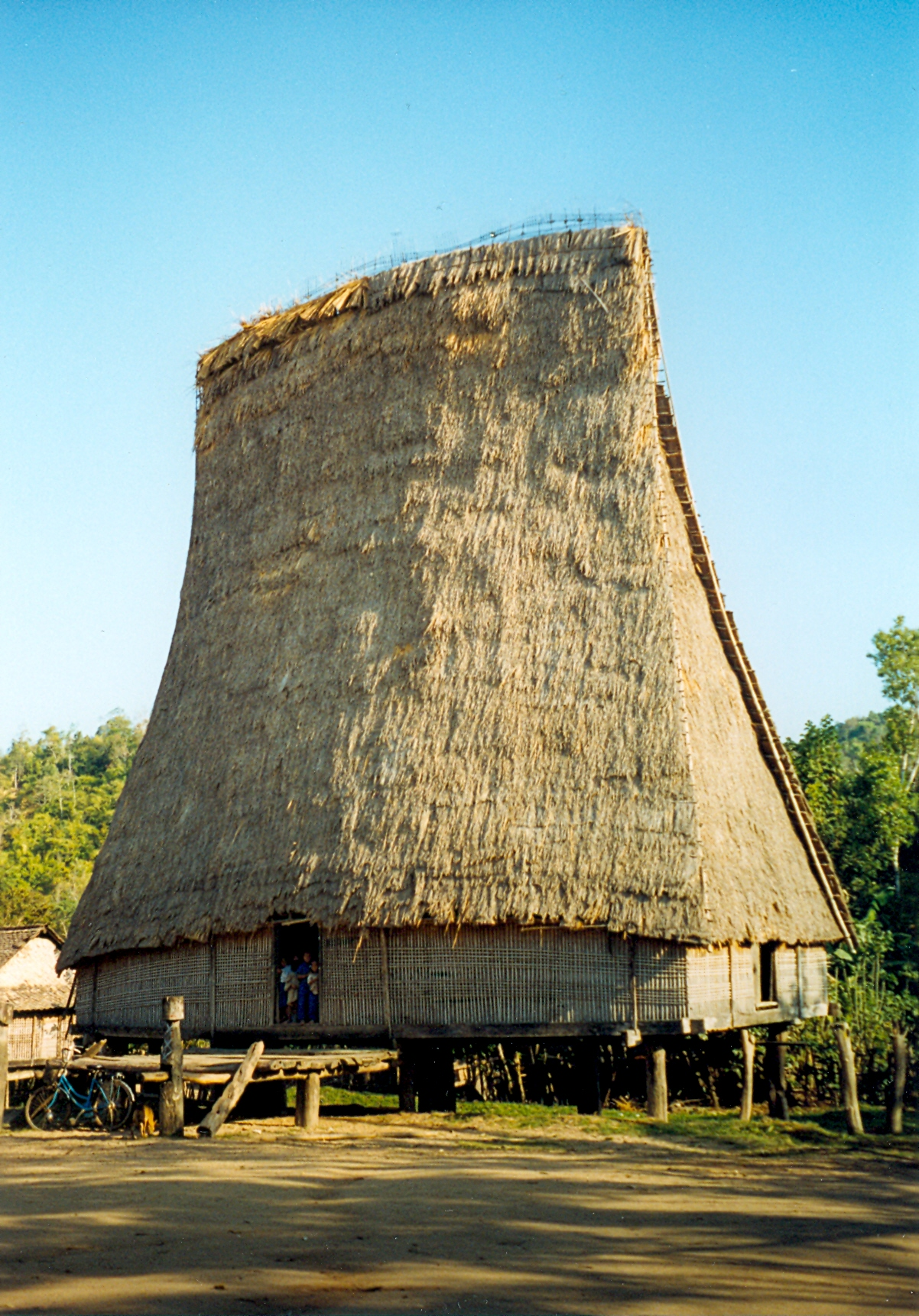
バナール族の集団生活の家 「rong」 コントゥム省

バナール族（またはバーナー族、バフナル族、ベトナム語: Người Ba Na / 𠊛巴那) はベトナムの少数民族。主に中部高原のザライ省とコントゥム省に住むが、一部は海岸沿いである南中部のビンディン省、フーイエン省にも住む。 バナール族の言語はモン・クメール語族に属する。

## 音楽
ベトナム中部高原の多くの民族と同様、竹製品からなるものや、調律された合奏用のゴング（銅鑼）などの多くの伝統的な楽器を演奏する。これらの楽器は、儀式的な飲酒（米でつくられたルオウ・カン）や群舞を含む特別な理由のある機会に演奏されることもある。

## 著名人
- ディン・ナップ（ベトナム語版） - 村人を率いてフランス植民地体制と戦った英雄。彼はグエン・ゴク（ベトナム語版）の書いた有名な小説「Đất nước đứng lên」（「立ち上がる国土」の意）の主人公となった。
- ヤー・ドー（ベトナム語：Ya Đố） - 西山朝初代皇帝・阮文岳の妻。
- シウ・ブラック（英語版） - 歌手

## 祭り
- Koh Kpo（Groong Kpo Tonơi) - ヤン（Yang）の神に向かって感謝の意を表し、犠牲の水牛を捧げる祭り。